# Nosaltres no ens matarem amb pistoles
Nosaltres no ens matarem amb pistoles és una pel·lícula de comèdia dramàtica de 2022 dirigida per Maria Ripoll. És protagonitzada per Ingrid García-Jonsson, Elena Martin, Joe Manjón, Lorena López i Carlos Troya. La història relata el retrobament d'un grup d'amics després d'anys sense veure's. Ambientada i rodada en un poble de la costa del País Valencià, està basada en l'obra teatral homònima de Víctor Sánchez Rodríguez. Gravada en català (60 %) i en castellà, es va estrenar a les sales de cinema el 17 de juny de 2022. Està produïda per Turanga Films i Un Capricho de Producciones.
La cinta va participar en la competició del Festival Internacional de Cinema en Català de 2022.

## Sinopsi
Mentre el poble es prepara per celebrar la seva festa major, la Blanca s'esforça en què la primera paella d'arròs que fa a la seva vida quedi perfecta. Ha aconseguit reunir els seus amics de tota la vida després d'anys sense veure's. Tots estan a la trentena i senten que la joventut se'ls escapa, atrapats en la precarietat laboral, el desencant i un continu tornar a començar. La paella s'allarga fins al vespre, entre revelacions de secrets, retrets i equívocs. Però ara més que mai, els cinc amics es necessitaran els uns als altres per tirar endavant.

## Repartiment
- Ingrid García-Jonsson com a Blanca
- Elena Martin com a Elena
- Joe Manjón com a Miguel
- Lorena López com a Marina
- Carlos Troya com a Sigfrido
- Carlos Gorbe com a Tonet
- Román Méndez de Hevia com a Gabi
- Lola Moltó com a Fina
- Antonio Escámez com a Major Tom

## Recepció
Júlia Olmo, de Cineuropa, ha assenyalat que "sobre el paper, la premissa semblaria interessant, ja que el punt de partida té un gran potencial", però "el gran problema de la pel·lícula és que res d'això no va més enllà de les meres intencions" i el film es queda "empantanegat en tòpics, clixés i ingenuïtat, fins i tot trivialitat".
Elsa Fernández-Santos, d'El País, assenyala que els centelleigs de la pel·lícula la situen entre el millor de la filmografia de Ripoll, alhora que lamenta aquest clímax final de festa [pobre] amb "aquesta pinta d'anunci de cervesa", encara que Ripoll encerta amb el to tragicòmic.
Beatriz Martínez, d'El Periódico de España, va valorar la pel·lícula amb 2 estrelles sobre 5, assenyalant que "tot és massa superficial" i els tòpics "són difícils de superar, encara que almenys els defensa un fantàstic grup d'actors".
Sergio F. Pinilla, de Cinemanía, va qualificar la pel·lícula amb 3½ de 5 estrelles, determinant que "combina amb astúcia l'element nostàlgic, la comèdia i el thriller emocional".
Raquel Hernández Luján, de Hobby Consolas, va valorar la pel·lícula amb 52 punts ("més o menys"), lloant com aconsegueix retratar "el desencís de tota una generació" i els seus problemes estructurals, encara que assenyalant negativament com "no aprofundeix gens, és impossible empatitzar amb els personatges” i el visionat es converteix en una lluita.

## Nominacions
| Any  | Premi           | Categoria           | Nominat                                         | Resultat | Ref   |
| ---- | --------------- | ------------------- | ----------------------------------------------- | -------- | ----- |
| 2023 | 15 Premis Gaudí | Millor pel·lícula   | Millor pel·lícula                               | Nominat  | [ 9 ] |
| 2023 | 15 Premis Gaudí | Millor guió adaptat | Víctor Sánchez Rodríguez, Antonio Escámez Osuna | Nominat  | [ 9 ] |